# Realitos
Realitos är en så kallad census-designated place i Duval County i Texas. Vid 2010 års folkräkning hade Realitos 184 invånare.